# 3e régiment de chasseurs parachutistes
Pour les articles homonymes, voir 3e régiment.
Le 3e régiment de chasseurs parachutistes, ou 3e RCP, est une unité française de la Seconde Guerre mondiale connue, dans l'armée britannique, sous le nom de 3rd SAS Regiment. Impliqué dans les opérations de libération de la France et des Pays-Bas, il disparaît à la fin du conflit et réapparaît brièvement entre 1979 et 1998.

## Création et différentes dénominations
- 6 juin 1943 : création du 3e bataillon d'infanterie de l'air (3e BIA).
- 1er avril 1944 : le 3e BIA devient le 3e régiment de chasseurs parachutistes (3e RCP).
- Été 1945 : dissolution du 3e RCP. Les effectifs sont reversés au 2e RCP.
- 1979 : nouvelle création de l'unité au sein de l'ETAP.
- 1998 : dissolution du 3e RCP.
- 2006-2008 : centre d'entraînement commando de Givet.

## Historique des garnisons, campagnes et batailles

### Garnisons successives
- Camberley
- Kilmarnock (Écosse)
- Camp d'Auchinlech
- Nantes

### Seconde Guerre mondiale
Alors que fin 1942 le 1er BIA se constitue en Angleterre au sein des Forces aériennes françaises libres, le capitaine O'Cottereau, de son vrai nom Jean-Marie Bouvier, et le capitaine Fournier, rassemblent au Caire des volontaires FFL. L'unité, qui a en fait été créée à Rouïba en Algérie, est transférée en Tripolitaine (Libye) et à Mena Camp en Égypte avant de rejoindre à nouveau Rouïba en octobre avec un effectif d'environ 600 hommes.
Officiellement constitué le 6 juin 1943 le 3e BIA rejoint le camp de Camberley en Angleterre le 7 novembre. L'unité, réduite désormais à environ 300 hommes, est commandée par le capitaine Château-Jobert dit "Conan".
Les 3e et 1er BIA, qui vient d'être renommé 4e BIA, sont regroupés au sein d'une demi-brigade, commandée par le lieutenant-colonel Durand, un ancien du Corps Franc d'Afrique. Intégrés aux forces britanniques, les hommes bénéficient des accès aux centres d'entrainement des SAS : instruction commando à Largo, au saut à Ringway, parcours du combattant à Cirensester...
Le brevet de parachutiste anglais s'obtient après huit sauts : deux à partir d'un ballon captif, cinq à partir d'avion et enfin un dernier saut de nuit à nouveau à partir d'un ballon. L'insigne reçu par les élèves pour sanctionner la formation a été conçu par le capitaine Bergé, il est en tissu et est cousu sur la poitrine.
À la fin du mois de janvier 1944 la demi-brigade est transférée en Écosse.
En avril 1944, les deux BIA, qui ont rejoint en décembre 1943 leurs homologues britanniques et belges au sein de la brigade SAS de l'Army air corps, prennent la dénomination de régiments : les 3e et 4e BIA deviennent respectivement les 3rd et 4th SAS Regiments pour les Britanniques et un peu plus tard, les 3e et 2e régiments de chasseurs parachutistes (RCP) pour les Français.
La mission des SAS est celle des commandos. Contrairement aux troupes parachutistes classiques, son rôle n'est pas d'engager l'armée allemande mais d'opérer sur les arrières des missions de sabotage et de harcèlement. Dépourvue d'appui, les missions sont menées par de petites équipes, souvent de la taille d'un stick, qui agissent rapidement et décrochent aussitôt.
La composition d'un régiment SAS, dont la taille avoisine en fait celle d'un gros bataillon d'infanterie, est en théorie de 600 hommes répartis en :
- une compagnie (squadron) de commandement comprenant une section (troops) de transmission avec 12 équipes radio, une section d'appui, une section de protection et les services ;
- une compagnie motorisée à quatre peloton de 4 jeeps ;
- trois compagnies de combat comptant chacune une section de commandement et deux sections de combat à quatre groupes (sticks).

Le taux d'encadrement de l'unité est deux fois supérieur à celui d'un bataillon. Il compte en effet soixante à soixante-cinq officiers et soixante-dix sous-officiers soit le cinquième de l'effectif total.
Chaque homme est équipé d'un Colt 45, un poignard US et une carabine à crosse repliable ou une mitraillette Sten. L'armement collectif se résume à des fusils mitrailleurs Bren et des armes antichar de type Bazooka ou Piat.
Tandis que le 2e RCP est intégralement déployé en Bretagne lors des opérations du débarquement en juin 1944, le 3e RCP attend en Angleterre. Il se voit finalement confié l'action de couverture du flanc sud de la 3e armée US qui vient de débarquer en Normandie et qui s'élance d'ouest en est à travers le pays. Entre le 16 juillet et 7 octobre 1944, le régiment est parachuté sur la France le long d'une ligne Nantes - Lyon. Son rôle est de contenir les troupes allemandes, 100 000 hommes environ, qui remontent vers le nord.
Un premier détachement, aux ordres du capitaine Simon et constitué du squadron de renfort, d'un demi-squadron de commandement et du 3e squadron intervient dans le Poitou et le limousin à partir de la mi-juillet, remonte sur Châteauroux et Issoudun début septembre avant de se regrouper début octobre au sud de la poche de Saint-Nazaire.
Le 2d squadron du capitaine Sicaud est d'abord parachuté sur le Finistère dans la nuit du 4 au 5 août (région de Plougastel-Daoulas, Landerneau et Morlaix. Sa mission consiste à protéger les ponts nécessaires à la progression des unités blindées de l'armée américaine. Il rejoint finalement le 1er squadron et le demi squadron de commandement restant qui a été déployé depuis le 12 août autour des villes de Lyon, Chalon-sur-Saône, Autun et Saint-Étienne.
Après s'être regroupé dans la région de Ay Dizy puis à Épernay, le 3e RCP défile à Paris, le 11 novembre 1944. Le bilan du régiment est éloquent : 2350 Allemands tués, 2976 blessés et 1090 prisonniers ainsi que 20 chars ou blindés, 11 trains et un nombre important de véhicules de tous types détruits pour 39 tués et 72 blessés du côté des parachutistes,.
Les deux régiments SAS français sont ensuite engagés en Hollande dans l'opération Amherst. Les 696 SAS sont parachutés sur 19 zones de saut comprises entre Ommen et Groningue. Ils précèdent le 2e corps canadien et doivent créer la confusion chez l'ennemi, l'empêcher d'établir une ligne de défense et préserver les ponts.
L'opération est un succès et les Canadiens ont pu anéantir la 6e division parachutiste allemande. Les pertes des deux régiments SAS sont lourdes et représentent plus de 20 % des effectifs engagés. Le 3e RCP perd ainsi 12 tués, 40 disparus et 20 blessés.
En juin 1945, à la fin du second conflit mondial, les troupes aéroportées quittent le giron allié. Le 6 août, les trois régiments de chasseurs parachutistes, qui viennent d'être rattachés définitivement à l'armée de terre, sont incorporés à la toute nouvelle 24e division aéroportée (24e DAP).
Avec le retour dans leur foyer des réservistes et des engagés pour la durée de la guerre, il n'est plus possible de maintenir l'entièreté des unités. Le 3e RCP est ainsi dissous et absorbé par le 2e RCP dont le commandement est confié au lieutenant-colonel de Bollardière.
Le 2 octobre 1945, lors d'une cérémonie en l'honneur des régiments SAS français de la 24e DAP que commande le général Bonjour, le brigadier Calvert remet le chapeau de Wellington au 3e RCP et celui de Napoléon au 2e RCP.

### Après guerre
Le 3e RCP est recréé en 1979 au sein de l'école des troupes aéroportées dont il assure le soutien et la logistique. Bien que sa principale mission soit d'assurer la protection du territoire il peut également être projeté hors de la métropole. En 1996, il prend brièvement l'appellation "École des troupes aéroportées / 3e Régiment de chasseurs parachutistes" (ETAP/3e RCP).
L'unité est à nouveau dissoute en 1998 dans le cadre de la réorganisation des armées.
Les traditions du 3e RCP ont été reprises par le Centre d'entraînement commando (CEC) de Givet en août 2006 (par dissolution du 9e Régiment de zouaves, auparavant unité de tradition du CEC) jusqu'à la dissolution de celui-ci en 2009.

## Traditions

### Devise
« Who dares wins » est la devise générale des SAS, elle se traduit en français par « Qui ose gagne ».

### Insigne
Durant le second conflit mondial, les hommes du 3e RCP ne disposent d'aucun insigne qui soit spécifique à l'unité. Incorporés aux troupes britanniques ils ont des tenues anglaises et arborent sur le béret l'insigne des SAS et sur la poitrine le brevet de parachutiste des FFL. Parfois, les ailes SAS récompensent leur participation aux opérations de guerre.
L'insigne spécifique du 3e n'est créé que lors de la seconde naissance de l'unité en 1979. Sa symbolique rappelle largement son origine SAS de la Seconde Guerre mondiale : l'écu est de couleur amarante, il est traversé d'un brevet parachutiste de la France libre et comporte la devise des SAS Who dares wins.

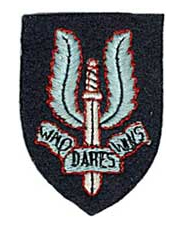
Insigne de béret des SAS
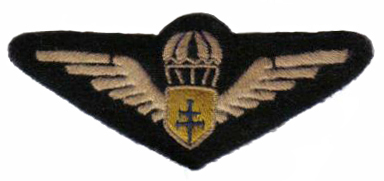
Brevet parachutiste FFL
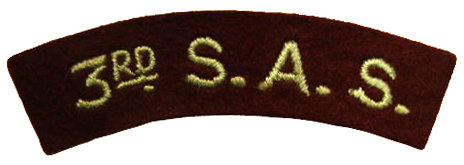
Patch de bras du 3e RCP
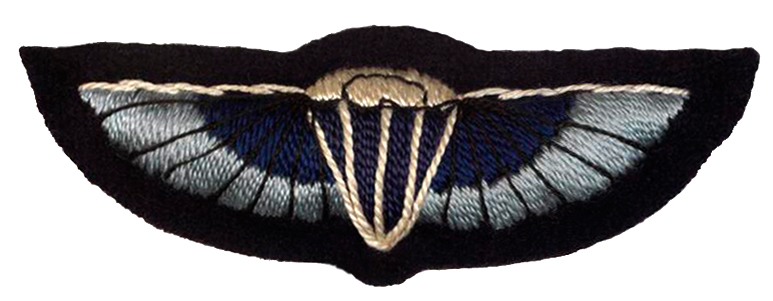
Ailes opérationnelles SAS

### Drapeau
Le drapeau des SAS français fut remis aux deux BIA le 11 mai 1944 par le général Valin des FAFL. Confié à la garde du 4e BIA, il est ensuite transféré au 2e RCP puis à la demi-brigade de parachutistes SAS d'Indochine dont les héritiers sont le 1er RPIMa et les commandos parachutistes de l'armée de l'air.
Le drapeau commun des SAS est le plus décoré de la seconde guerre mondiale il porte sur sa Cravate :
- Chevalier de la Légion d'honneur,
- Compagnon de la Libération,
- Croix de guerre 1939-1945 avec sept palmes,
- Croix de guerre Belge 1939-1945,
- Médaille de l'étoile de bronze (États-Unis),
- Médaille de l'Ordre du Lion néerlandais, Ainsi que :
  - La fourragère à la couleur de la Légion d'Honneur  avec Olive 39-45
  - La fourragère des T.O.E
  - La fourragère de Compagnon de la Libération depuis le 18 juin 1996

Il comporte les sept inscriptions suivantes obtenues pour ses sept citations à l'ordre de l'armée :
- Crète 1942
- Libye 1942
- Sud Tunisien 1943
- France 1944
- Ardennes belges 1945
- Hollande 1945
- Indochine 1946-1954

Pour différencier l'unité, Château Jobert puis de Bollardière font néanmoins confectionner des fanions spécifiques en 1944 et 1945.
Le 3e RCP ne reçoit son propre drapeau que le 15 février 1982. Ses inscriptions sont :
- France 1944
- Hollande 1945

Sa cravate est décorée de la Croix de guerre 1939-1945 avec deux palmes et porte la fourragère aux couleurs de la croix de guerre 1914-1918 avec olive 1939-1945.

### Décorations
Le 3e RCP obtient deux citations à l'ordre de l'armée aérienne pour son action pendant la seconde guerre mondiale et obtient ainsi deux croix de guerre avec palme. La première pour les combats livrés entre le 16 juillet et le 7 octobre 1944 ayant permis la libération de 9 provinces de la Bretagne au Limousin et à la Franche Comté. La seconde pour ses actions de harcèlement en Hollande à partir de 7 avril 1945 en avant des troupes canadiennes. Cette dernière citation est accompagnée du droit au port de la fourragère aux couleurs de la croix de guerre.
Enfin, l'unité obtient le 9 mai 1950 pour cette même opération, le Lion de Bronze hollandais.

## Chefs de corps
- 1943 - 1943 : commandant O'Cottereau (de son vrai nom Bouvier)
- 1943 - 1944 : capitaine puis commandant Château-Jobert alias "Conan"
- 1944 - 1945 : lieutenant-colonel de Bollardière
- 1979 - 1981 : colonel Baulain
- 1981 - 1983 : colonel Chiama
- 1983 - 1985 : colonel Menage
- 1985 - 1987 : colonel Coiffet
- 1987 - 1989 : colonel Charrier
- 1989 - 1990 : colonel de Badts de Cugnac
- 1991 - 1994 : colonel Chanteclair
- 1994 - 1996 : colonel Bourgain
- 1996 - 1998 : colonel Menard
- 1998 - 1998 : lieutenant-colonel Rideau

## Faits d'armes faisant particulièrement honneur au régiment
L'unité s'est particulièrement illustrée durant les combats de libération de la France à la fin de l'année 1944 et ceux de la Hollande au printemps 1945 (Opération Amherst). Ces deux faits d'armes font d'ailleurs l'objet de citations collectives et des inscriptions sur le drapeau de l'unité.

## Personnalités ayant servi au sein du régiment
- Jean-Marie Bouvier alias "O'Cottereau" (1896-1964) : homme politique qui sera élu député en 1946 et 1951.
- Guy de Combaud-Roquebrune (1904-1944), lieutenant commandant un escadron, tué au combat.
- Jacques Pâris de Bollardière (1907-1986) : officier général de l'armée française et Compagnon de la Libération, il est connu pour ses prises de position contre la torture en Algérie.
- Jean-Salomon Simon (1904-1945) : Compagnon de la Libération, tué aux Pays-Bas lors de l'opération Amherst.
- Pierre Chateau-Jobert alias "Conan" (1912-2005) : officier supérieur de l'armée française, Compagnon de la Libération et ancien dirigeant de l'OAS.
- Edgard Tupët-Thomé alias "Thomé" ou "Tom" (1920-2020), Lieutenant commandant en second de la 2e compagnie du 3e BIA, libérateur de Daoulas, Landerneau, et Clerval
- Pierre Rosset-Cournand (1924-1944), Compagnon de la Libération, tué au combat.

## Sources et bibliographie
- Pierre Chateau-Jobert, Feux et lumière sur ma trace : faits de guerre et de paix, Presses de la Cité, 1978, 349 p. (ISBN 978-2-258-00391-0).
- Henry Corta, Les Bérets Rouges, Amicale des Anciens Parachutistes S.A.S., 1952, 329 p.
- Henry Corta, Marie Chamming's, Joseph Jégo, Noël Créau et Philippe Reinhart, Qui ose gagne (France-Belgique 1943-1945, les parachutistes du 2e RCP / 4th SAS), Service historique de l'armée de terre, 1997, 296 p. (ISBN 978-2-86323-103-6)
- Paul Bonnecarrère, Qui ose vaincra, Fayard, 1971, 475 p., (livre de poche, 1975, 572 p.  (ISBN 2-253-01011-1)).
- Collectif, Histoire des parachutistes français, Société de Production Littéraire, 1975.
- Roger Flamand, Paras de la France libre, Éditions Presses de la Cité, 1976 -  (ISBN 978-2-258-00036-0).
- Edgard Tupët-Thomé, Spécial Air Service, l'épopée d'un parachutiste en zone occupée de 1940 à 1945, éd.Grasset, 1980, 346.p. Réédition par Alain Bétry, éd. Atlante, 2011, 250.p.  (ISBN 978-2-912671-35-6) (BNF 43685108).
- Pierre Dufour, Chasseurs Parachutistes 1935-2005, éditions Lavauzelle, 2005 -  (ISBN 2-7025-1287-9).
- David Portier, Les Parachutistes SAS de la France Libre 1940-1945, Éditions Nimrod, septembre 2010
- Olivier Porteau, Esquisse d'un bilan réévalué de l'action des parachutistes français en Bretagne : mission militaire et/ou politique ? , En Envor, revue d'histoire contemporaine en Bretagne, n°2, été 2013, article en ligne (lire en ligne).
- Franck Segrétain, Opération Amherst, avril 1945 le raid des 2e etv3e RCP sur les Pays-Bas. Revue Ligne de front no 24, mai-juin 2010.  (ISSN 1953-0544)